# Raymond S. Springer

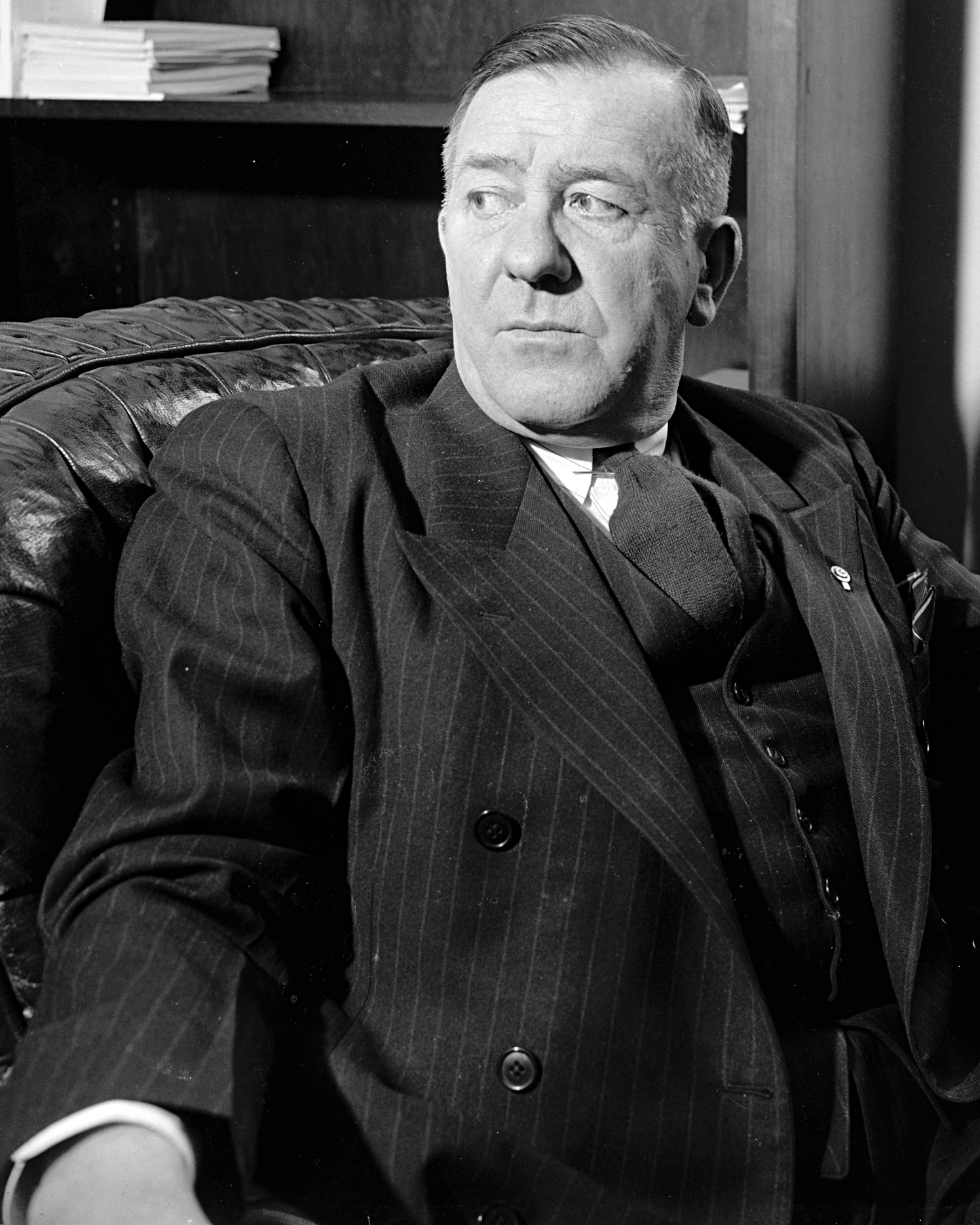
Raymond S. Springer (1940)

Raymond Smiley Springer (* 26. April 1882 bei Dunreith, Rush County, Indiana; † 28. August 1947 in Connersville, Indiana) war ein US-amerikanischer Politiker. Zwischen 1939 und 1947 vertrat er den Bundesstaat Indiana im US-Repräsentantenhaus.

## Werdegang
Raymond Springer besuchte die öffentlichen Schulen seiner Heimat und danach das Earlham College in Richmond. Anschließend studierte er an der Butler University in Indianapolis. Nach einem Jurastudium an der Indiana Law School in Indianapolis und seiner im Jahr 1904 erfolgten Zulassung als Rechtsanwalt begann er in Connersville in diesem Beruf zu arbeiten. Zwischen 1908 und 1914 war er Staatsanwalt im Fayette County. Danach fungierte er von 1916 bis 1922 als Richter im 37. Gerichtsbezirk von Indiana. Diese Zeit war allerdings durch seine Teilnahme am Ersten Weltkrieg im Jahr 1918 unterbrochen. Dabei war er Hauptmann in einer Infanterieeinheit. Nach dem Krieg gehörte er der Reserve der US Army an, in der er es bis zum Oberstleutnant brachte.
Politisch war Springer Mitglied der Republikanischen Partei. In den Jahren 1932 und 1936 kandidierte er jeweils erfolglos für das Amt des Gouverneurs von Indiana. Bei den Kongresswahlen des Jahres 1938 wurde er im zehnten Wahlbezirk seines Staates in das US-Repräsentantenhaus in Washington, D.C. gewählt, wo er am 3. Januar 1939 die Nachfolge von Finly H. Gray antrat. Nach vier Wiederwahlen konnte er bis zu seinem Tod am 28. August 1947 im Kongress verbleiben. Dort wurden bis 1941 noch weitere New-Deal-Gesetze der Bundesregierung verabschiedet. Danach war auch die Arbeit des Kongresses von den Ereignissen des Zweiten Weltkrieges und dessen Folgen bestimmt.